# Hibiscus leviseminus
Hibiscus leviseminus là một loài thực vật có hoa trong họ Cẩm quỳ. Loài này được M.G. Gilbert, Y. Tang & Dorr mô tả khoa học đầu tiên năm 2007.